# Pau Serrasolsas i Moreno
Pau Serrasolsas i Moreno (Barcelona, 5 d'agost de 1994) és un cantant i compositor català.
Juntament amb la seva germana Júlia Serrasolsas, tots dos veins de Sant Andreu de Palomar, és un dels components del grup de música "Ginestà", que s'emportà el guardó al Millor disc de cançó d'autor 2019 pel seu àlbum homònim en els Premis Enderrock 2020. Abans de començar la seva trajectòria amb Ginestà, també amb la seva germana Júlia, liderà un altre grup musical anomenat "La Púrria".-
Entre les seves aficions es reconeix com a seguidor del U.E. Sant Andreu.

## Discografia
- Neix (2018)
- Ginestà (2019)
- Suposo que l'amor és això (2022)